# Hawke's Bay (Terranova e Labrador)
Hawke's Bay è una città sul fiume Torrent a sud-est di Point Riche, nella provincia canadese di Terranova e Labrador. La città prende il nome dal viceammiraglio Edward Hawke, I Barone Hawke, assegnatogli da James Cook nel 1766, per commemorare la vittoria del viceammiraglio omonimo nella battaglia di Quiberon Bay del 1759.  Sebbene la denominazione Hawke's Bay sia stata utilizzata per identificare un'enclave durante i primi combattimenti per assicurarsi il dominio sul Nord America da parte delle marine britannica e francese, fu solo nel XX secolo che Michael Walsh ne divenne il primo colono permanente. Nel 1903 fu installata, nella parte settentrionale della baia, una stazione per la Caccia alla balena, ma essa venne chiusa l'anno successivo. Sir Sydney Cotton gestì il primo servizio di posta aerea dall'isola di Terranova ad Hawke's Bay.  Nel 1933 nella zona si sviluppò l'attività di raccolta di alberi per la produzione di cellulosa per carta da parte della International Pulp and Paper Company.